# Mittelläufer
Mittelläufer (Centerhalf) bezeichnet eine ehemalige Spielerposition im Fußball. Gemeinsam mit den anfangs als Außendecker, später im Mittelfeld agierenden Außenläufern bildete er in der Schottischen Furche die Läuferreihe.
Der Mittelläufer hatte in der Schottischen Furche (2-3-5) bis in die 1920er Jahre vorwiegend spielgestalterische, aber auch defensive Aufgaben und war – neben den Torhütern – als zentraler Spieler meist der Kapitän der Mannschaft. Im WM-System (3-2-5) wurde er aus dem Mittelfeld (in dem sich die Läuferreihe befand) zurückgezogen, um die Defensive zu stärken. Als „Stopper“ (später auch „Vorstopper“) zwischen den zwei Verteidigern hatte er die Aufgabe, den gegnerischen Mittelstürmer auszuschalten, konnte jedoch, je nach Spielsituation, auch weiter vorne operieren. Über die zunehmende Beweglichkeit der Position entwickelte sich aus dem Mittelläufer mit der Zeit der Libero, der allerdings in der modernen Viererkette heutzutage nicht mehr besetzt wird. Seine Rückennummer war die „5“, was aus der ursprünglichen Position in der Läuferreihe herrührt.

## Beispiele
Die bekanntesten deutschen Spieler auf der Mittelläufer-Position waren Hans Kalb, Ludwig Leinberger, Ludwig Goldbrunner, Werner Liebrich und Willi Schulz. Liebrich spielte Mittelläufer im WM-Endspiel 1954 gegen Ungarn.
Schulz spielte, bereits als Libero, im Endspiel 1966 gegen England. Er steht für die Phase des Übergangs vom Mittelläufer zum Libero in der deutschen Nationalmannschaft, der vor der WM 1970 auch nominell vollzogen wurde, wobei Schulz nicht wie erwartet von Franz Beckenbauer, sondern von Karl-Heinz Schnellinger abgelöst wurde. Erst nach der WM 1970 übernahm dann Beckenbauer mit der Rückennummer 5 auch die Funktion des Liberos, die er zuvor schon beim FC Bayern München übernommen hatte.

Schottische Furche mit Läuferreihe (gelb)
Das WM-System mit zurück- gezogenem Mittelläufer (Rückennummer 5)